# SZD-25 Lis
SZD-25 Lis byl polský jednomístný cvičný kluzák koncepčně navazující na typ SZD-16 Gil.

## Vznik a vývoj
Typ SZD-25 vznikl na základě potřeby polského aeroklubu na kluzák s dobrými letovými vlastnostmi na úrovni typu SZD-22 Mucha Standard, ale jednoduššího po konstrukční stránce a tím i levnějšího. Konstrukční tým inženýra Badura proto navrhl spojení jednoduchého kovového trupu SZD-16 s dobrými aerodynamickými vlastnostmi křídla SZD-22. Rychlé konstrukční práce vedly k zalétání prototypu SZD-25 (imatrikulace SP-1621) dne 5. března 1960, které provedl Stanisłav Skrzydlewski. Během zkoušek absolvoval celkem 65 úspěšných letů v celkové době trvání 53 hodin. Projevila se však nepříjemná vlastnost při minimální rychlosti okolo 60 km/h přepadávat bez varování pilota přes křídlo do vývrtky. Na odstranění tohoto nedostatku pracoval pod vedením Romana Zatwarnického tým konstruktérů a technologů, kteří vypracovali dokumentaci na sériovou výrobu Lisů pod označením SZD-25A.
První sériový SZD-25 (SP-2342) zalétaný v srpnu 1962 se tak od prototypu odlišoval zvětšeným vzepětím křídla současně s jeho mírně větší šípovitostí, změnil se tvar SOP a vylepšilo se i uspořádání kokpitu. Tyto změny u sériových SZD-25A vedly k tomu, že při ztrátě rychlosti, signalizované slabým chvěním letounu, plynule sklonily příď a postupně nabíraly rychlost. V září 1962 byl zalétaný druhý sériový Lis. Následující rok již polské aerokluby vlastnily osmnáct kusů SZD-25A a dvanáct dalších bylo exportováno. V provozu se projevily některé další nedostatky, z nichž nejvážnější bylo zhoršení letových vlastností u některých exemplářů v důsledku zkroucení trubkové konstrukce trupu v místě uchycení křídla. Tato deformace trupové konstrukce byla způsobena nekvalitní výrobou. Z celkového pohledu byl Lis průměrný kluzák a většího rozšíření se tak nedočkal.
První prototyp po úpravách sloužil k výzkumu brzdicích padáků používaných později na typech SZD-19 Zefir 2A a 3. Jeho nové označení se změnilo na SZD-25AZ.

## Specifikace
Údaje dle

### Technické údaje
- Osádka: 1
- Rozpětí: 15,00 m
- Délka: 7,00 m
- Nosná plocha: 12,75 m²
- Štíhlost: 17,65
- Prázdná hmotnost: 230 kg
- Vzletová hmotnost: 315 kg

### Výkony
- Maximální rychlost: 230 km/h
- Minimální rychlost: 59 km/h
- Klouzavost při rychlosti 70 km/h: 27:1
- Minimální klesavost: 0,76 m/s